# Louis Pevernagie
Louis Pevernagie (Heldergem, 1904 - Ukkel, 1970) was een Belgisch expressionistisch kunstschilder.

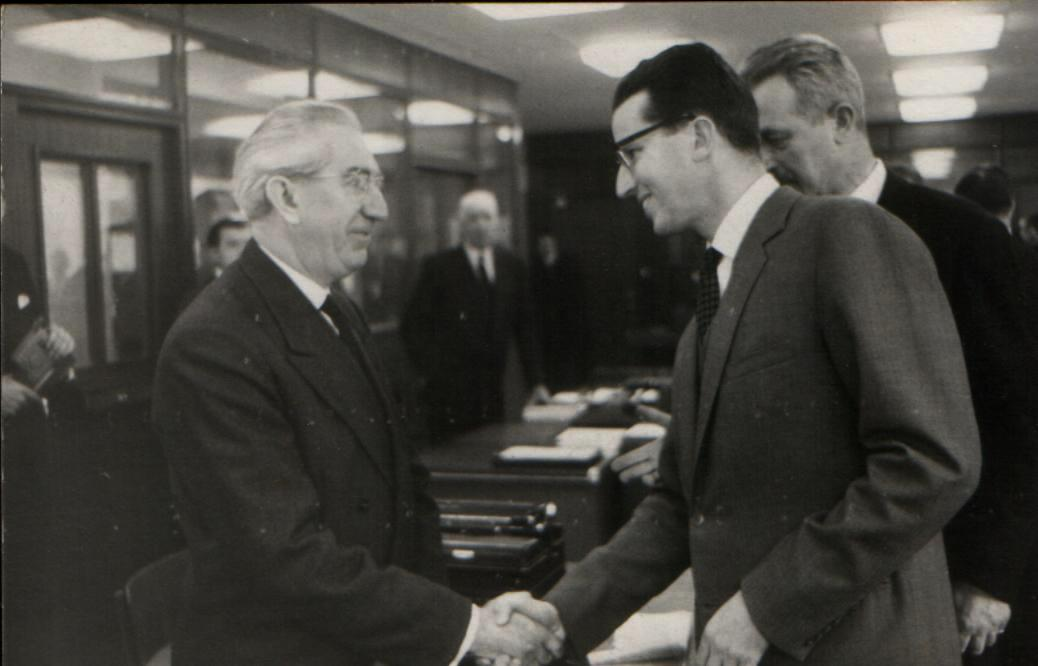
Louis Pevernagie met Koning Boudewijn

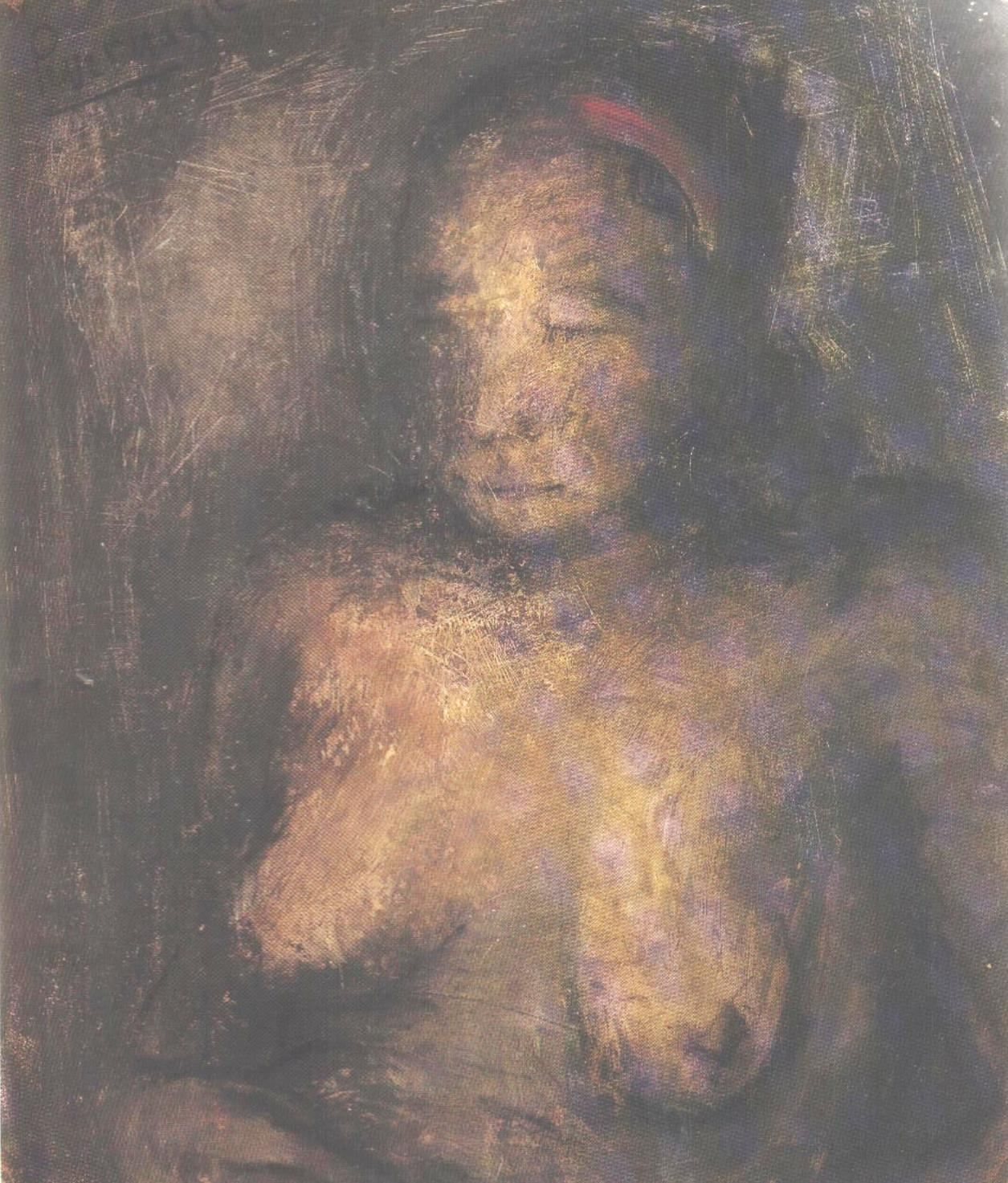
Vrouw (1930)

Hij exposeerde met de expressionisten Gustaaf De Smet, Hubert Malfait, Albert Saverys en Maurice Schelck en was bevriend met Rik Slabbinck.
Zijn artistiek werk wordt gekenmerkt door een intense kracht en warme kleuren. Men kan in zijn eerste periode de sfeer en de compositie van de meesters van Sint-Martens-Latem herkennen.

## Leven
Pevernagie werd geboren in Heldergem, een dorp in de Vlaamse Ardennen, in het begin van de 20e eeuw (1904). De landschappen van deze streek waren een inspiratiebron voor een aantal van zijn schilderijen en geeft een idee van het landelijke leven in Vlaanderen. Hij behaalde zijn diploma voor tekenkunst in 1924, en begon zijn carrière als schilder al tijdens zijn studies. Hij trouwde op de leeftijd van 30 jaar en had twee kinderen, onder wie de kunstenaar Erik Pevernagie. Na de Tweede Wereldoorlog vestigde hij zich in Ukkel (nabij Brussel). Zijn ideeën en visies werden zowel op doek en op papier uitgedrukt, maar als journalist voor het persbureau Belga ook in de media. Hij overleed in 1970 in Ukkel.

## Werk
Louis Pevernagie begon als expressionistische schilder. Hij gebruikte voornamelijk warme kleuren met een expressieve kracht. Aangezien hij constant op zoek was naar het uitdrukken van het licht, kan hij bij de luministen worden onder gebracht. Hij streefde naar een perfect evenwicht tussen licht en schaduw en creëerde zijn schilderijen met een intense kracht. Zijn aanpak was tegelijk ruw en subtiel. Deze opmerkelijke contradictie paste hij toe in een scala van onderwerpen, zoals boeren aan het werk, landschappen, interieurs, naakten, bloemen en stillevens. Na de Tweede Wereldoorlog keerde hij zich tot de niet-figuratie. Ook in de abstractie handhaafde hij de krachtige uiting van zijn artistieke temperament.

## Citaten
- "Hij combineert de verworvenheden van het expressionisme en het animisme met een schitterende technische behandeling van het licht en met een intimistische benadering van het onderwerp. Bij Pevernagie lijkt het licht wel naar binnen geslagen: zijn beelden worden schier inwendig verteerd door een spanning, een gloed die het strak-materiële wegwerkt."(Norbert Hostyn, Museum voor Schone Kunsten Oostende)[1]
- De persoonlijkheid van Louis Pevernagie is markant door zijn heftige hartstochtelijkheid, het evenwicht van passie en inkeer, de raakheid van uitdrukking, de monumentale eenvoud van de vormen, de vastheid van het koloriet, het inwerken van het licht dat de dingen op subtiele wijze transponeert. Diepe krachten van bezinning doorzinderen zijn doeken. (G. De Knibber)[2]
- Louis Pevernagie toont zich in die werken een intimist, een gelijkwaardig tijdgenoot van de door Paul Haesaerts bij de animisten ondergebrachte Albert Van Dyck en War Van Overstraeten. Door zijn bredere kijk en adem overstijgt Pevernagie, of vult hij aan, de wat naïeve Van Dyck en wat dromerige Van Overstraeten. In zijn tweede periode legt hij zich met overgave toe op de materieschildering. Hij komt tot een reeks sterke abstracte composities, waarvan sommige een overtuigende semiotische werking hebben. (Ludo Frateur)[3]
- We vinden interessante en vurige expressionistische werken met de kwaliteit die men herkent bij de meesters van Sint-Martens-Latem. Deze kunstenaar heeft zich geopenbaard vanaf 1925 als een uitstekende expressionist. Pas in 1949 liet zich verleiden door het abstracte avontuur. (A. Viray)[4]
- "Louis Pevernagie heeft een gevarieerd oeuvre nagelaten en werkte onafhankelijk van alle stijlen en richtingen. Hij was een intuïtief schilder die veel experimenteerde met kleuren en tijdens zijn artiestenleven evolueerde van expressionisme naar abstracte kunst." (Knack)[5]
- "Zijn kleurenspel is vooral terug te vinden in zijn plattelandsschilderijen en stillevens, nadien ook in abstracte composities. Ook met het clair-obscur-effect heeft hij veel gewerkt, vooral in een aantal intimistische interieurscènes." (De Tijd)[6]
- " Sa période entre 1920 et 1950 est plus spécifiquement qualifiée d’expressionniste. Après 1950 il s’est orienté vers l’abstraction. Il employait la technique de l’empâtement." (Bénézit)[7]